# Stile Shotokan

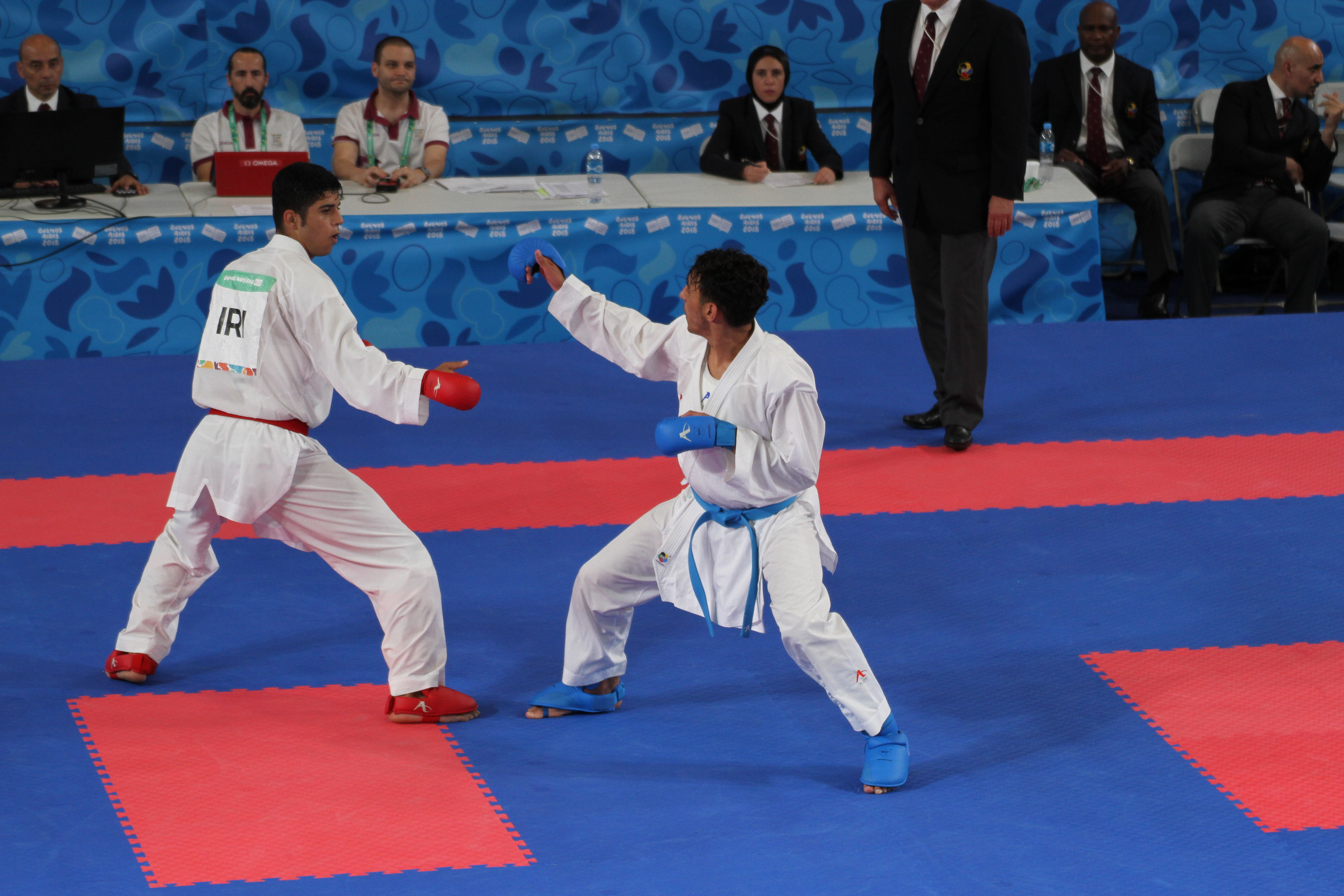
Un combattimento (kumite)

Lo stile Shotokan (松濤館流?, Shōtōkan-ryū) è uno stile di karate, nato dall'incontro di varie arti marziali, codificato dal Maestro Gichin Funakoshi (1868-1957) e da suo figlio, il Maestro Yoshitaka Funakoshi (1906-1945). Un termine spesso accoppiato a Shotokan è Shotokai. Spesso si identifica erroneamente la parola Shotokai come un sottostile dello Shotokan, ma non è così: shotokai non è altro che l'associazione (kai=associazione) mondiale che regola lo stile Shotokan. Il maestro Gichin Funakoshi è universalmente riconosciuto per aver esportato e diffuso il karate dall'isola di Okinawa all'intero Giappone, anche se alcuni importanti maestri, come Kenwa Mabuni e Chōki Motobu, vi insegnavano già il karate da tempo prima. Lo Shotokan è dunque uno degli stili moderni del karate giapponese, come ad esempio il Shitō-ryū e Wado-ryu. Nonostante abbia avuto origine come un'unica scuola di karate, sviluppatasi all'interno della Japan Karate Association, al giorno d'oggi esistono parecchie organizzazioni indipendenti.

## Etimologia

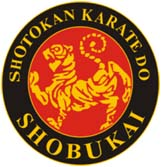
La tigre dello Shotokan, simbolo dello Shotokan Ryū

Shoto (松濤?, Shōtō) significa "brezza nella pineta" (o più precisamente "onda di pino") ed era lo pseudonimo che il maestro Funakoshi utilizzava per firmare le sue poesie ed i suoi scritti. La parola giapponese kan (館?, kan) significa invece "sala" ed è riferita al dojo. In onore del loro maestro, gli allievi di Funakoshi crearono un cartello con la scritta Shoto-kan che posero sopra l'ingresso del dojo in cui egli insegnava. In realtà il maestro Funakoshi non diede mai un nome al suo stile, definendolo semplicemente "karate".

## Caratteristiche
La pratica dello Shotokan è in genere divisa in tre parti:
1 kihon (i fondamentali)
2 kata (forme o sequenze di movimenti, ovvero un combattimento reale contro uno o più avversari immaginari)
3 kumite (combattimento)
Le tecniche eseguite nel kihon e nei kata sono caratterizzate, in alcuni casi, da posizioni lunghe e profonde, che consentono stabilità, permettono movimenti forti e rinforzano le gambe. Le tecniche del kumite rispecchiano queste posizioni e movimenti al livello base, ma con maggior esperienza diventano più flessibili e fluide. Nel karate shotokan, inoltre, si usano tecniche di leve e di proiezioni.

## Filosofia
Il maestro Gichin Funakoshi espose i Venti Principi del Karate (o Niju kun), che costituirono le basi della disciplina prima che i suoi studenti fondassero la JKA. In questi principi, fortemente basati sul bushidō e sullo zen, è contenuta la filosofia dello stile Shotokan. Essi contengono nozioni di umiltà, rispetto, compassione, pazienza e calma sia interiore che esteriore. Il maestro Funakoshi riteneva che attraverso la pratica del karate e l'osservazione di questi principi, il karateka era in grado di migliorarsi. Molte scuole Shotokan recitano tuttora il Dōjō kun alla fine di ogni allenamento, per trovare e aumentare sia la motivazione che lo spirito.
Lo stesso maestro Funakoshi scrisse: "Lo scopo ultimo del karate non si trova nella vittoria o nella sconfitta, ma nella perfezione del carattere dei partecipanti".

## Lo Stile Shotokan nel mondo
Nella prima metà degli anni sessanta, i responsabili della Japan Karate Association, in primis il maestro Masatoshi Nakayama, decisero che era giunto il momento di portare il "loro" karate nel mondo. A tale scopo inviarono negli Stati Uniti e in Europa alcuni giovani maestri che sarebbero diventati nel tempo pietre miliari del karate internazionale: Hidetaka Nishiyama e Hirokazu Kanazawa negli Usa, Taiji Kase in Francia, Hiroshi Shirai e masaru miura in Italia, Keinosuke Enoeda in Inghilterra, Hideo Ochi in Germania. Da questi paesi la diffusione fu capillare, niente fu lasciato al caso: stages, competizioni, seminari e una organizzazione perfetta, fecero sì che in pochi anni il karate Shotokan ebbe sotto la sua egida milioni di praticanti in tutto il mondo.

### I Venti Principi Guida di Funakoshi (松濤二十訓,Shōtō Nijū Kun)
I venti principi fondamentali dello spirito del Karate insegnati dal maestro Gichin Funakoshi sono:
1. Non dimenticare che il karate-dō comincia e finisce con il saluto. (一、空手は礼に初まり礼に終ることを忘るな 。)
2. Nel karate non esiste primo attacco. (Karate ni sente nashi), (二、空手に先手無し。).
3. Il karate è dalla parte della giustizia (三、空手は義の補け。).
4. Conosci prima te stesso, poi gli altri (四、先づ自己を知れ而して他を知れ。).
5. Lo spirito viene prima della tecnica (五、技術より心術。).
6. Libera la mente (il cuore) (六、心は放たん事を要す。).
7. La disattenzione è causa di disgrazia (七、禍は懈怠に生ず。).
8. Il karate non si vive solo nel dōjō (八、道場のみの空手と思うな。).
9. Il karate si pratica tutta la vita (九、空手の修行は一生である。).
10. Applica il karate a tutte le cose, lì è la sua ineffabile bellezza (十、凡ゆるものを空手化せ其処に妙味あり。).
11. Il karate è come l'acqua calda, occorre riscaldarla costantemente o si raffredda (十一、空手は湯の如く絶えず熱を与えざれば元の水に返る。).
12. Non pensare a vincere, pensa piuttosto a non perdere (十二、勝つ考えは持つな、負けぬ考えは必要。).
13. Cambia in funzione del tuo avversario (十三、敵に因って転化せよ。).
14. Nel kumite devi saper padroneggiare il Pieno e il Vuoto (十四、戦は虚実の操縦如何にあり。).
15. Considera mani e piedi come spade (十五、人の手足を劔と思え。).
16. Oltre la porta di casa, puoi trovarti di fronte anche un milione di nemici (十六、男子門を出づれば百万の敵あり。).
17. La guardia è per i principianti; più avanti si torna alla posizione naturale (十七、構えは初心者に、あとは自然体。).
18. I kata vanno eseguiti correttamente; il kumite è altra cosa (十八、型は正しく、実戦は別もの。).
19. Non dimenticare dove occorre usare o non usare la forza, rilassare o contrarre, applicare la lentezza o la velocità, in ogni tecnica (十九、力の強弱、体の伸縮、技の緩急を忘るな。).
20. Sii sempre creativo (二十、常に思念工夫せよ。).

Le regole del Dojo Kun, che letteralmente significa "Regole del luogo in cui si pratica la Via", in giapponese

### Le Regole del Dōjō (道場訓,Dōjō Kun)
- Hitotsu, Jinkaku Kansei ni Tsutomuru Koto - Prima di tutto, cerca di perfezionare il carattere
- Hitotsu, Makoto no Michi wo Mamoru Koto - Prima di tutto, percorri la via della sincerità
- Hitotsu, Doryoku no Seishin wo Yashinau Koto - Prima di tutto, rafforza instancabilmente lo spirito
- Hitotsu, Reigi wo Omonzuru Koto - Prima di tutto, osserva un comportamento impeccabile
- Hitotsu, Kekki no Yu wo Imashimuru Koto - Prima di tutto, astieniti dalla violenza e acquisisci l'autocontrollo

## Termini comuni
Molti termini utilizzati nel karate derivano dalla cultura giapponese. Mentre alcuni sono nomi (ad es. Yame, Gankaku), altri sono esclusivi delle arti marziali (ad es. kata, kumite). Parecchi termini sono solo raramente utilizzati nella vita quotidiana (ad es. zenkutsu-dachi) mentre altri appaiono di frequente (ad es. rei). Questa terminologia giapponese è spesso mantenuta anche nelle scuole al di fuori del Giappone, per conservare la cultura originaria di Okinawa e la filosofia del maestro Funakoshi.
I kyu sono 9 a partire dalla cintura bianca fino alla cintura marrone che è il passaggio da kyu a 1º dan la cintura nera. Riguardo ai kata, inizialmente questi erano 15 (oltre i Taikyoku, considerati preliminari), che il maestro Funakoshi considerava la base dello stile. Heian shodan, Heian nidan, Heian sandan, Heian yodan, Heian godan, Tekki shodan, Tekki nidan, Tekki sandan, Bassai-dai, Kanku-dai, Jion, Empi, Jitte, Hangetsu, Gankaku. Gli altri furono aggiunti successivamente.

## Kata
I Kata (forme) sono una delle tre "specializzazioni" del karate, consistono in un combattimento con più avversari immaginari.
Essi si sono evoluti molto negli anni, diventando anche parte di competizioni sportive nelle gare di karate delle varie federazioni. nella maggior parte delle federazioni è richiesto di padroneggiarne uno o più per poter passare alla cintura successiva.
L'elenco completo include:
- Taikyoku shodan
- Taikyoku Nidan
- Taikyoku sandan
- Heian shodan
- Heian Nidan
- Heian Sandan
- Heian Yondan
- Heian Godan
- Tekki Shodan
- Tekki Nidan
- Tekki sandan
- Bassai dai
- Bassai sho
- Kanku sho
- Kanku dai
- Jion
- Empi
- Hangetsu
- Gankaku
- Jitte
- Nijushiho
- Sochin
- Unsu
- Gojushiho dai
- Gojushiho sho
- Jiin
- Wankan
- Meikyo
- Chinte

## Kumite

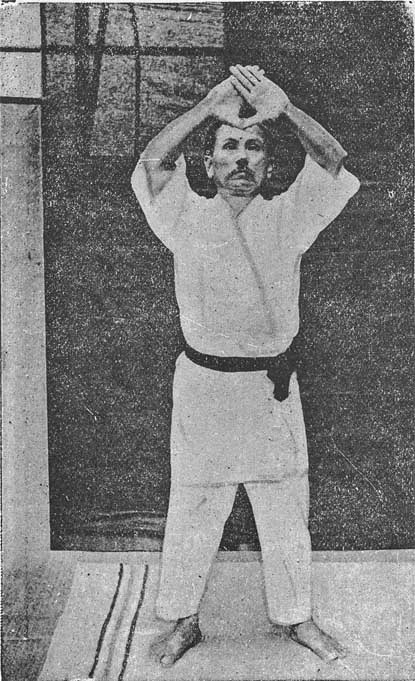
Gichin Funakoshi esegue il kata Kanku dai (観空)

Il kumite è l'applicazione dei kihon (o tecniche basilari) attraverso il confronto con un avversario. Una delle regole più importanti di questa applicazione è l'autocontrollo. Senza autocontrollo non è possibile combattere in modo sicuro, in quanto ci si potrebbe infortunare anche in modo grave (fratture ecc.). L'obiettivo, invece, è quello di sprigionare la massima energia, rapidità e forza nell'attacco, in modo da renderlo il più reale possibile ma con il massimo controllo, soprattutto a livello del viso. Ai praticanti più avanzati si permette infatti un contatto a livello del tronco, Allo stesso modo, chi difende, deve essere il più veloce e scattante possibile per parare, evitare i colpi, rientrare a sua volta con tecniche di attacco e rimettersi nella posizione che garantisca una difesa impeccabile. Gli stili di karate che permettono il contatto a K.O. sono gli stili kyokushin e full-contact.
Il kumite può avere diversi tipi di esecuzione:
- 1. Gohon kumite: l'attaccante esegue 5 attacchi, ognuno con il passo avanti
- 2. Sanbon kumite: l'attaccante esegue 3 attacchi con il passo avanti
- 3. Kihon ippon kumite: l'attaccante porta un unico attacco con un solo spostamento in avanti
- 4. Jiyu ippon da 3 metri: uguale a quello precedente, solo che l'attaccante è distante 3 metri dal difensore e quindi deve avanzare "chiudendo" la distanza
- 5. Jiyu kumite: gli avversari combattono senza dichiarare i colpi (kumite libero). Nelle competizioni si usa questo tipo di kumite.